# La Coccinelle (Gironde)
Pour les articles homonymes, voir Coccinelle (homonymie).
Le parc de La Coccinelle est un parc d'attractions et animalier français situé à Gujan-Mestras, en Gironde. Le parc a comme mascotte une coccinelle.

## Histoire
Le parc est créé par Lionel Fricaud-Chagnaud en 1985, sur l'ancien site du parc zoologique de la Hume, fermé en 1978.
Le parc est exploité à partir de 1999 par Michel Carrara et sa femme Laurence, rejoints par leurs deux enfants Romain et Thibault qui prennent la direction du parc en 2013. Le parc inaugure sa première attraction importante en 2009, avec l'ouverture du Train de la mine du constructeur français Soquet.

## Attractions

### Montagnes russes
- Train de la mine - Montagnes russes assises de Soquet (2009)

### Autres attractions
- Aqua Bully - Rivière pour enfant
- Brumisation - Brumisateur
- Carrousel - Carrousel
- Chevaux galopants - Chevaux Galopants - Soquet (2011)
- Coccinelle gonflable - Structure gonflable
- Coccinelles volantes - Manège avions - Technical Park (2013)
- Cocci Tour - Tour de chute de Zierer (2020)
- Dôme gonflable - Structure gonflable
- L'Exploreur - Bateau à bascule - Metallbau Emmeln (2023)
- Les Grenouilles sauteuses - Jump Around - Zamperla
- Jeux enfants - Aire de jeu
- Jeux d'eau - Aire de jeu aquatique
- La Loco - Structure gonflable
- Manège - Carrousel
- Mini trampolines - Trampoline pour enfants
- Montgolfières - Manège de montgolfières de Zamperla (2017)
- Le Petit train - Train pour enfant - SBF Visa Group
- Renard gonflable - Structure gonflable
- Splash River - Bûches - Soquet (2015)
- Structure gonflable - Structure gonflable
- Toboggan géant - Toboggan
- Toboggan gonflable - Structure gonflable
- Trampolines - Trampoline
- Tyrolienne - Tyrolienne